# Hohenstein (Thuringe)
Pour les articles homonymes, voir Hohenstein.
Hohenstein est une municipalité allemande du land de Thuringe, dans l'arrondissement de Nordhausen, au centre de l'Allemagne.

## Personnalités liées à la ville
- August Gottlieb Spangenberg (1704-1792), figure du piétisme allemand et évêque de l'Église morave est né à Klettenberg.
- Fritz Voigt (1882-1945), homme politique né à Trebra.
- Sarah Kirsch (1935-2013), poète née à Limlingerode.